# Dầu mazut
Dầu Mazut, còn được gọi là dầu nhiên liệu hay dầu FO, là phân đoạn nặng thu được khi chưng cất dầu thô parafin và asphalt ở áp suất khí quyển và trong chân không. Các dầu FO có điểm sôi cao.
Trong kĩ thuật đôi khi người ta còn chia thành dầu FO nhẹ và FO nặng. Vì thế, các đặc trưng hoá học của dầu mazut có những thay đổi đáng kể nhưng không phải tất cả các đặc trưng này ảnh hưởng tới việc sử dụng chúng làm nhiên liệu và các kỹ thuật sử dụng để đạt hiệu quả cao.

## Phân loại
- Dầu FO nhẹ có độ sôi 200-300 °C, tỷ trọng 0,88 - 0,92.
- Dầu FO nặng có độ sôi lớn hơn 320 °C và tỷ trọng 0,92 - 1,0 hay cao hơn. Độ nhớt của dầu FO rất cao và thay đổi trong phạm vi rộng từ 250-7.000 đơn vị Red-Wood chuẩn, trong khi đó độ nhớt của dầu DO chỉ là 40-70 đơn vị.

## Chỉ tiêu chất lượng
Các chỉ tiêu chất lượng của nhiên liệu đốt lò (FO) theo TCVN 6239:2002
| Tên chỉ tiêu                  | Đơn vị | Phương pháp thử                                  | FO NO1 | FO N02A (2.0 S) | FO N02B (3.5 S) | FO N03 |
| ----------------------------- | ------ | ------------------------------------------------ | ------ | --------------- | --------------- | ------ |
| Nhiệt trị (phút)              | Cal/g  | ASTM D240/ASTM D4809                             | 9800   | 9800            | 9800            | 9800   |
| Hàm lượng lưu huỳnh (tối đa)  | mg/kg  | TCVN 6701:2000 (ASTM D2622)/ASTM D129 ASTM D4294 | 2.0    | 2.0             | 3.5             | 3.5    |
| Độ nhớt động học ở 50oC       | mm²/s  | ASTM D445                                        | 87     | 180             | 180             | 380    |
| Điểm chớp cháy cốc kín (phút) | oC     | TCVN 6608:2000/ASTM D3828/ASTM D93               | 66     | 66              | 66              | 66     |
| Cặn cacbon (tối đa)           | %      | TCVN 6324:2000/ASTM D189/ASTM D4530              | 6      | 16              | 16              | 22     |
| Điểm đông đặc (tối đa)        | oC     | TCVN 3753:1995/ASTM D97                          | 12     | 24              | 24              | 24     |
| Hàm lượng tro (tối đa)        | %      | TCVN 2690:1995/ASTM D482                         | 0.15   | 0.15            | 0.15            | 0.35   |
| Hàm lượng nước (tối đa)       | %      | TCVN 2692:1995/ASTM D95                          | 1.0    | 1.0             | 1.0             | 1.0    |
| Tạp chất dạng hạt (tối đa)    | %      | ASTM D473                                        | 0.15   | 0.15            | 0.15            | 0.15   |
| Khối lượng riêng              | kg/m³  | TCVN 6594:2000 (ASTM D1298)                      | 965    | 991             | 991             | 991    |

## Công dụng
Dầu FO được sử dụng làm nhiên liệu đốt lò trong công nghiệp nồi hơi, lò nung, lò đốt dạng bay hơi, dạng ống khói hoặc cho các loại động cơ đốt trong của tàu biển,...

## Bảo quản
Dầu FO được tồn trữ ở thể lỏng trong các thiết bị chuyên dụng, các thùng chứa phải được đậy kín.
Tránh xa nguồn nhiệt và tầm với của trẻ em. Bảo quản nơi thoáng khí, tránh hiện tượng tích tụ Hydro sulfide có trong nhiên liệu. Sử dụng phương tiện bảo hộ lao động phù hợp khi tiếp xúc với nhiên liệu này.
Tránh làm rơi vãi, tràn đổ, rò rỉ trong quá trình vận chuyển, sử dụng vì nhiên liệu sẽ gây tác hại lâu dài với môi trường.
Cấm lửa, cấm hút thuốc lá, không được sử dụng các thiết bị điện xách tay, thiết bị viễn thông không đảm bảo an toàn trong khu vực tổn chứa, bơm rót dầu.

## Dầu FO-R
FO-R (Fuel Oils – Rubber) là sản phẩm chính trong quá trình sản xuất nhiên liệu từ cao su phế thải bằng công nghệ của Nhật Bản. Đây là công nghệ tiên tiến hàng đầu đang sử dụng tại Nhật để tái chế cao su phế thải như vỏ xe, plastic… 
Hiện nay, ở Việt Nam có xu hướng sử dụng dầu mazut FO-R thay cho dầu FO thông thường bởi loại dầu FO-R có nhiều ưu thế hơn so với dầu FO thông thường:
- Theo giá trên thị trường hiện nay thì giá dầu DO và FO đều cao hơn rất nhiều so với giá dầu FO–R. Vì vậy, Sử dụng FO–R sẽ tiết kiệm được chi phí sản xuất.
- Dầu FO-R hoàn toàn dễ đốt vì độ nhớt thấp và điểm chớp cháy cốc kín thấp. Bên cạnh đó, hàm lượng nước và tạp chất cũng rất thấp nên lại càng dễ đốt hơn. Bạn có thể tham khảo bảng số liệu trên.
- Độ ăn mòn thiết bị của FO cao hơn của FO–R do hàm lượng lưu huỳnh trong FO (2.0 hoặc 3.5% KL) cao hơn so với FO–R (chỉ 0.6% KL)
- Dùng FO–R để làm nhiên liệu đốt cho các ngành như lò hơi, sản xuất kính, đốt rác thải, asphalt, nung gốm sứ, nấu nhôm hoặc đồng... Việc sử dụng không cần phải thay đổi thiết bị, chỉ cần cân chỉnh lại một số thông số trên đầu đốt.
- Dầu FO và FO-R đều có cấu tạo là hydrocarbon, nên việc trộn chung không có vấn đề gì mặt hóa học. Dầu FO có tỷ trọng cao hơn nên vẫn nằm dưới, còn dầu FO-R có tỷ trọng thấp hơn nên nằm trên. Dầu FO được đốt hết thì kỹ thuật đốt lò sẽ giảm dần nhiệt độ xông dầu để bắt đầu chuyển sang đốt dầu FO-R. Khi chỉ còn dầu FO-R thì có thể tắt hẳn xông dầu.